# Amphitheatre
Amphitheatre (tiếng Anh) hay Amphitheater (tiếng Mỹ) hay nhà hát ngoài trời kiểu Hy Lạp là một địa điểm ngoài trời được sử dụng để giải trí, biểu diễn và chơi thể thao có khán giả ngồi chung quanh. Thuật ngữ tiếng Anh bắt nguồn từ tiếng Hy Lạp cổ đại ἀμφιθέατρον (amphitheatron), từ ἀμφί (amphi), có nghĩa là "ở cả hai phía" hoặc "xung quanh"  và θέατρον (théātron), nghĩa là "nơi để xem".
Nhà hát ngoài trời thời La Mã cổ đại được thiết kế theo hình bầu dục hoặc hình tròn, với các bậc ghế ngồi bao quanh khu vực biểu diễn trung tâm, giống như một sân vận động ngoài trời hiện đại. Ngược lại, cả nhà hát Hy Lạp cổ đại và La Mã cổ đại đều được xây dựng theo hình bán nguyệt, với chỗ ngồi xếp tầng tăng lên ở một bên của khu vực biểu diễn.
Cách nói hiện đại sử dụng "amphitheatre" cho bất kỳ cấu trúc nào có chỗ ngồi dốc, bao gồm các sân khấu kiểu rạp hát với chỗ ngồi chỉ dành cho khán giả ở một bên, rạp hát với chỗ ngồi chung quanh sân khấu và sân vận động. Chúng có thể ở trong nhà hoặc ngoài trời.